# Anna Swenn-Larsson
Grund Anna Swenn-Larsson (ur. 18 czerwca 1991 w Mora) – szwedzka narciarka alpejska, dwukrotna medalistka mistrzostw świata oraz wicemistrzyni świata juniorów.

## Kariera
Po raz pierwszy na arenie międzynarodowej Anna Swenn-Larsson pojawiła się 16 grudnia 2006 roku w Funäsdalen, gdzie w zawodach FIS Race nie ukończyła drugiego przejazdu slalomu. W 2008 roku wystartowała na mistrzostwach świata juniorów w Formigal, jednak nie ukończyła już pierwszego przejazdu w slalomie. Jeszcze trzykrotnie startowała na zawodach tego cyklu, największy sukces osiągając podczas mistrzostw świata juniorów w Crans Montana w 2011 roku, zdobywając srebrny medal w slalomie.
W zawodach Pucharu Świata zadebiutowała 21 grudnia 2010 roku w Courchevel, gdzie zajęła 26. miejsce w slalomie. Tym samym już w swoim debiucie zdobyła pierwsze pucharowe punkty. Pierwszy raz na podium zawodów tego cyklu stanęła 8 marca 2014 roku w Åre, zajmując trzecie miejsce w tej samej konkurencji. W zawodach tych wyprzedziły ją jedynie Mikaela Shiffrin z USA oraz kolejna Szwedka, Maria Pietilä-Holmner. W sezonie 2018/2019 zajęła 11. miejsce w klasyfikacji generalnej, a w klasyfikacji slalomu była czwarta.
W 2013 roku wystartowała na mistrzostwach świata w Schladming, zajmując 23. miejsce w swej koronnej konkurencji. Na rozgrywanych dwa lata później mistrzostwach świata w Vail/Beaver Creek uplasowała się jedną pozycję wyżej. Na tej samej imprezie, wspólnie z Pietilä-Holmner, Sarą Hector, Mattiasem Harginem, Markusem Larssonem i André Myhrerem wywalczyła brązowy medal w rywalizacji drużynowej. Brała również udział w igrzyskach olimpijskich w Soczi w 2014 roku, zajmując jedenaste miejsce w slalomie. Na rozgrywanych cztery lata później igrzyskach w Pjongczangu w tej samej konkurencji była piąta. Podczas mistrzostw świata w Åre w 2019 roku zdobył srebrny medal w slalomie. Rozdzieliła tam Mikaelę Shiffrin i Petrę Vlhovą ze Słowacji. Była też dziewiąta w tej samej konkurencji na igrzyskach olimpijskich w Pekinie w 2022 roku.

## Osiągnięcia

### Igrzyska olimpijskie
| Miejsce | Dzień     | Rok  | Miejscowość | Konkurencja | Czas biegu | Strata | Zwyciężczyni     |
| ------- | --------- | ---- | ----------- | ----------- | ---------- | ------ | ---------------- |
| 11.     | 21 lutego | 2014 | Soczi       | Slalom      | 1:44,54    | +3,37  | Mikaela Shiffrin |
| 5.      | 16 lutego | 2018 | Pjongczang  | Slalom      | 1:38,63    | +0,98  | Frida Hansdotter |
| 9.      | 9 lutego  | 2022 | Pekin       | Slalom      | 1:44,98    | +1,33  | Petra Vlhová     |

### Mistrzostwa świata
| Miejsce | Dzień     | Rok  | Miejscowość        | Konkurencja | Czas biegu | Strata | Zwyciężczyni        |
| ------- | --------- | ---- | ------------------ | ----------- | ---------- | ------ | ------------------- |
| 23.     | 16 lutego | 2013 | Schladming         | Slalom      | 1:39,85    | +3,23  | Mikaela Shiffrin    |
| 3.      | 10 lutego | 2015 | Vail/Beaver Creek  | Drużynowo   | -          | -      | Austria             |
| 22.     | 14 lutego | 2015 | Vail/Beaver Creek  | Slalom      | 1:38,48    | +4,36  | Mikaela Shiffrin    |
| 16.     | 18 lutego | 2017 | Sankt Moritz       | Slalom      | 1:37,27    | +3,42  | Mikaela Shiffrin    |
| 5.      | 12 lutego | 2019 | Åre                | Drużynowo   | -          | -      | Szwajcaria          |
| 2.      | 16 lutego | 2019 | Åre                | Slalom      | 1:57,05    | +0,58  | Mikaela Shiffrin    |
| DNF2    | 18 lutego | 2023 | Courchevel/Méribel | Slalom      | 1:43,15    | -      | Laurence St-Germain |
| DNF1    | 15 lutego | 2025 | Saalbach           | Slalom      | 1:58,00    | -      | Camille Rast        |

### Mistrzostwa świata juniorów
| Miejsce | Dzień       | Rok  | Miejscowość       | Konkurencja | Czas biegu | Strata | Zwyciężczyni        |
| ------- | ----------- | ---- | ----------------- | ----------- | ---------- | ------ | ------------------- |
| DNF1    | 28 lutego   | 2008 | Formigal          | Slalom      | 1:33,85    | -      | Bernadette Schild   |
| DNF1    | 1 marca     | 2009 | Ga-Pa             | Slalom      | 1:42,07    | -      | Denise Feierabend   |
| 31.     | 2 marca     | 2009 | Ga-Pa             | Gigant      | 2:45,81    | +10,10 | Viktoria Rebensburg |
| 52.     | 31 stycznia | 2010 | Region Mont Blanc | Supergigant | 1:32,21    | +5,17  | Marine Gauthier     |
| 21.     | 1 lutego    | 2010 | Region Mont Blanc | Slalom      | 1:34,47    | +4,68  | Christina Geiger    |
| 23.     | 5 lutego    | 2010 | Region Mont Blanc | Gigant      | 1:38,34    | +2,19  | Mona Løseth         |
| DNF1    | 2 lutego    | 2011 | Crans-Montana     | Gigant      | 2:28,27    | -      | Sara Hector         |
| 2.      | 3 lutego    | 2011 | Crans-Montana     | Slalom      | 1:40,32    | +0,90  | Jessica Depauli     |
| DNF     | 5 lutego    | 2011 | Crans-Montana     | Supergigant | 1:28,23    | -      | Elena Curtoni       |

### Puchar Świata

#### Miejsca w klasyfikacji generalnej
- sezon 2010/2011: 122.
- sezon 2011/2012: 55.
- sezon 2012/2013: 53.
- sezon 2013/2014: 61.
- sezon 2014/2015: 53.
- sezon 2015/2016: 60.
- sezon 2016/2017: 94.
- sezon 2017/2018: 30.
- sezon 2018/2019: 11.
- sezon 2019/2020: 18.
- sezon 2021/2022: 41.
- sezon 2022/2023: 18.
- sezon 2023/2024: 21.
- sezon 2024/2025: 23.

#### Miejsca na podium w zawodach
1. Åre − 8 marca 2014 (slalom) – 3. miejsce
2. Maribor – 2 lutego 2019 (slalom) – 2. miejsce
3. Sztokholm − 19 lutego 2019 (slalom równoległy) – 3. miejsce
4. Killington – 1 grudnia 2019 (slalom) – 3. miejsce
5. Sankt Moritz – 15 grudnia 2019 (slalom równoległy) – 2. miejsce
6. Flachau – 14 stycznia 2020 (slalom) – 2. miejsce
7. Kranjska Gora – 9 stycznia 2022 (slalom) – 3. miejsce
8. Levi – 19 listopada 2022 (slalom) – 2. miejsce
9. Killington – 27 listopada 2022 (slalom) – 1. miejsce
10. Zagrzeb – 4 stycznia 2023 (slalom) – 2. miejsce
11. Åre – 11 marca 2023 (slalom) – 3. miejsce
12. Jasná – 21 stycznia 2024 (slalom) – 3. miejsce
13. Soldeu – 11 lutego 2024 (slalom) – 1. miejsce
14. Saalbach – 16 marca 2024 (slalom) – 3. miejsce
15. Killington − 1 grudnia 2024 (gigant) – 2. miejsce
16. Kranjska Gora – 5 stycznia 2025 (slalom) – 3. miejsce